# 刘胜玉
刘胜玉（1945年2月—），男，山东荣成人，中国共产党及中华人民共和国官员，天津市人大常委会主任。

## 生平
1962年9月，在北京化工四厂参加工作，历任工人、厂团委书记。1966年2月加入中国共产党。“文革”中下放劳动。1970年到1974年在北京大学哲学系学习，后任北京化工四厂党委副书记、厂长。1979年起，历任西藏自治区团委副书记，中央直属机关团委副书记、书记。1984年起，历任中央直属机关党委常委、办公室主任，中央直属机关事务管理局局长、中央直属机关党委常委、中央办公厅机关党委常委。
1993年4月，任中央党校副校长。2000年4月，任中共天津市委副书记。2007年6月，不再担任市委副书记。2006年1月20日，在天津市第十四届人大四次会议上当选为天津市人大常委会主任。2008年1月28日，在天津市第十五届人民代表大会第一次全体会议上当选为天津市人大常委会主任。2011年1月，不再担任天津市人大常委会主任。2008年，当选为第十一届全国人大代表。2013年，当选为第十二届全国人大代表，并当选第十二届全国人民代表大会民族委员会副主任委员。